# Liste der Biografien/Baf
Liste der Biografien |
Portal Biografien |
Personensuche
# |
A |
B |
C |
D |
E |
F |
G |
H |
I |
J |
K |
L |
M |
N |
O |
P |
Q |
R |
S |
T |
U |
V |
W |
X |
Y |
Z |
?
 
Ba |
Be |
Bd |
Bg |
Bh |
Bi |
Bj |
Bl |
Bm |
Bn |
Bo |
Br |
Bs |
Bu |
Bw |
By |
Bz
 
Baa |
Bab |
Bac |
Bad |
Bae |
Baf |
Bag |
Bah |
Bai |
Baj |
Bak |
Bal |
Bam |
Ban |
Bao |
Bap |
Baq |
Bar |
Bas |
Bat |
Bau |
Bav |
Baw |
Bax–Baz
Die Liste der Biografien führt alle Personen auf, die in der deutschsprachigen Wikipedia einen Artikel haben. Dieses ist eine Teilliste mit 25 Einträgen von Personen, deren Namen mit den Buchstaben „Baf“ beginnt.

## Baf

### Bafa
- Bafalis, Louis A. (1929–2023), US-amerikanischer Politiker

### Baff
- Baff, Josie (* 2003), australische Snowboarderin
- Baffi, Adriano (* 1962), italienischer Radrennfahrer
- Baffi, Pierino (1930–1985), italienischer Radrennfahrer
- Baffico, James A. (* 1942), US-amerikanischer TV-Regisseur, Produzent, Drehbuchautor und Schauspieler
- Baffico, Mario (1907–1972), italienischer Filmregisseur, Filmproduzent und Drehbuchautor
- Baffin, William († 1622), englischer Seefahrer und Entdecker
- Baffioni, Carmela (* 1951), italienische Philosophiehistorikerin und Islamwissenschaftlerin
- Baffo, Giorgio (1694–1768), italienischer Jurist und Dichter
- Baffo, Giovanni Antonio, italienischer Cembalobauer
- Baffoe, Anthony (* 1965), ghanaischer Fußballspieler und Fernseh-Sportmoderator
- Baffoe, Joseph (* 1992), schwedischer Fußballspieler
- Baffoe, Liz (* 1969), deutsche SchauspielerinLiz Baffoe (* 1969)

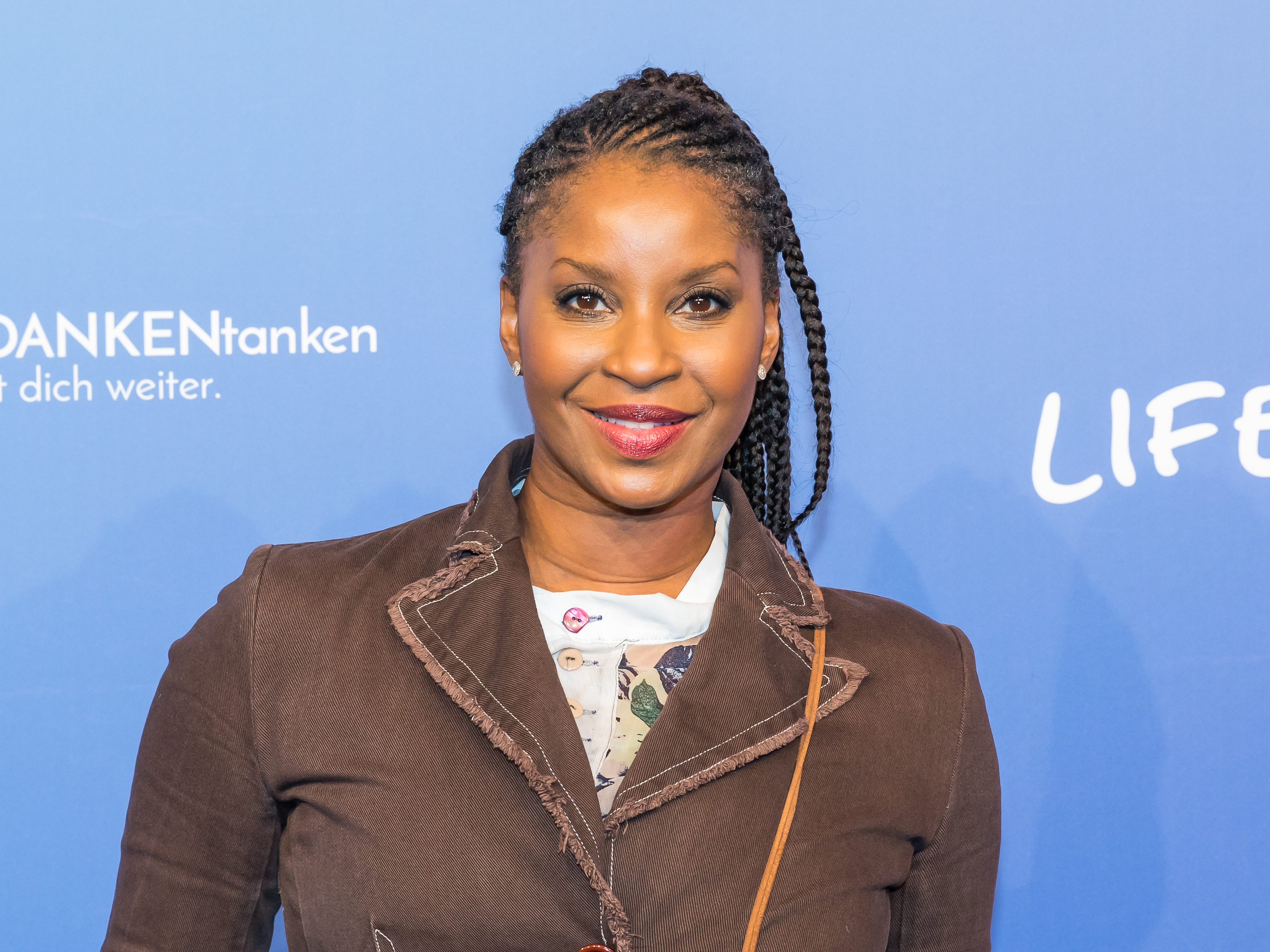
Liz Baffoe (* 1969)

- Baffoe, Noah (* 1993), ghanaisch-spanischer Fußballspieler
- Baffoe, Rosalind (* 1960), britische Schauspielerin
- Baffour, Emmanuel (* 1989), ghanaischer Fußballspieler
- Baffour, Philomon (* 2001), ghanaischer Fußballspieler
- Baffour-Awuah, Ignatius (* 1966), ghanaischer Politiker, Regionalminister der Brong Ahafo Region in Ghana

### Bafi
- Bafia, Kazimierz (* 1976), polnischer Nordischer Kombinierer
- Bafia, Tadeusz (* 1964), polnischer Nordischer Kombinierer
- Bafile, Corrado (1903–2005), italienischer römisch-katholischer Theologe, Diplomat, Apostolischer Nuntius in Deutschland und Kardinal

### Bafo
- Bafouakouahou, Bienvenu Manamika (* 1964), kongolesischer Geistlicher, römisch-katholischer Erzbischof von Brazzaville
- Bafounta, Kamal (* 2002), französisch-spanischer Fußballspieler

### Baft
- Baftiu, Blendi (* 1998), kosovarischer Fußballspieler

### Bafu
- Bafuidinsoni, Donatien (* 1962), kongolesischer Ordensgeistlicher, römisch-katholischer Bischof von Inongo